# Derde Divisie
Derde Divisie (česky Třetí divize), do roku 2016 nazývaná Topklasse (Nejvyšší třída), je třetí nejvyšší nizozemskou fotbalovou ligovou soutěží, která se hraje od roku 2010. Je poloprofesionální, tvoří předěl mezi profesionální druhou ligou Eerste Divisie a amatérskou čtvrtou ligou Hoofdklasse. Hraje ji 32 týmů, které jsou rozděleny do dvou divizí, sobotní a nedělní (dle dne zápasů).
Kluby musí v průběhu sezony oznámit, zda mají zájem o případný postup do Eerste Divisie. Na konci sezóny spolu svedou souboj vítězové sobotní a nedělní části o celkové prvenství. Vítěz pak postoupí do Eerste Divisie a nahradí tak tým, který tam skončil na dvacátém místě, to vše za předpokladu, že má vítěz Topklasse zájem (a přitom musí splňovat určité podmínky). Pokud odmítne, postup se může týkat i poraženého z duelu mistrů sobotní a nedělní části. Pakliže ani ten o postup nestojí, nepostupuje nikdo (a samozřejmě z Eerste Divisie tím pádem ani nikdo nesestupuje).
V sezoně 2013/14 nebyl postup do Eerste Divisie klubům umožněn.

## Přehled vítězů
Zdroj:
| Topklasse     | Topklasse                          | Topklasse                          | Topklasse           | Topklasse                |
| Ročník        | Vítěz sobotní části                | Vítěz nedělní části                | Celkový vítěz       | Postup do Eerste Divisie |
| ------------- | ---------------------------------- | ---------------------------------- | ------------------- | ------------------------ |
| 2010/11       | IJsselmeervogels                   | FC Oss                             | IJsselmeervogels    | FC Oss                   |
| 2011/12       | SV Spakenburg                      | Achilles '29                       | Achilles '29        | nikdo                    |
| 2012/13       | VV Katwijk                         | Achilles '29                       | VV Katwijk          | Achilles '29             |
| 2013/14       | SV Spakenburg                      | Amsterdamsche FC                   | SV Spakenburg       | nikdo                    |
| 2014/15       | Kozakken Boys                      | FC Lienden                         | FC Lienden          | nikdo                    |
| 2015/16       | Excelsior Maassluis                | FC Lienden                         | Excelsior Maassluis | 14 klubů                 |
| Derde Divisie |                                    |                                    |                     |                          |
| Ročník        | Vítěz sobotní části                | Vítěz nedělní části                |                     |                          |
| 2016/17       | IJsselmeervogels                   | ASV De Dijk                        |                     |                          |
| 2017/18       | SV Spakenburg                      | Jong Vitesse                       |                     |                          |
| 2018/19       | VV Noordwijk                       | Jong Volendam                      |                     |                          |
| 2019/20       | Nedohráno kvůli pandemii covidu-19 | Nedohráno kvůli pandemii covidu-19 |                     |                          |